# Art et Décoration
Art et Décoration est un magazine mensuel de décoration français créé en 1897 et consacré à l'origine aux arts décoratifs et aux nouvelles tendances (art nouveau, art déco, etc.). Le titre est repris en 2008 par Hachette Filipacchi Médias, puis revendu à Czech Media Invest.

## Histoire du support (1897-1958)
Art et décoration est au départ sous-titré « revue mensuelle d'art moderne » : le fondateur est Émile Lévy, éditeur et patron de la Librairie centrale des beaux-arts, située au 13 rue Lafayette à Paris. Le premier numéro sort en janvier 1897 et fait soixante-quatre pages, les vignettes sont de Maurice Pillard Verneuil. Le comité de rédaction de la revue comprend : Puvis de Chavannes, Vaudremer, Eugène Grasset, Jean-Paul Laurens, Jean-Charles Cazin, Luc-Olivier Merson, Emmanuel Frémiet, Oscar Roty et Lucien Magne. Plusieurs affiches promotionnelles (extérieures et intérieures) sont produites, soit sur commande, soit à l'issue d'un concours avec appel aux lecteurs. La revue s'inspire donc de sa consœur britannique The Studio avec qui elle échange même des articles ; Gabriel Mourey, très lié à ce magazine anglais, devient un temps le rédacteur en chef d’Art et Décoration.
Le principal concurrent de cette revue est L'Art décoratif, sous-titrée au départ « revue internationale d'art industriel et de décoration », lancée par Julius Meier-Graefe, en octobre 1898, en partenariat avec Dekorative Kunst (Munich, jusqu'en 1899). Gustave Soulier (1872-1937), ancien secrétaire de rédaction d'Art et Décoration, reprend la direction de cette revue en 1903 ; ce périodique disparaît en mai 1914.
La publication d'Art et Décoration est suspendue d'août 1914 jusqu'au mois d'avril 1919, du fait du premier conflit mondial, au cours duquel, Émile Lévy, le directeur de publication, meurt en 1916. La revue et la librairie sont reprises par son neveu Albert Lévy. De 1920 jusqu'au début des années 1930, Léon Deshairs, futur directeur de l'École des arts décoratifs, en est le rédacteur en chef,. En 1922, la revue reprend le titre L'Art décoratif ; puis en janvier 1932, Les Échos de l'industrie des arts ; en 1936, elle reprend L'Architecte (fondée en 1906). L'un des principaux collaborateurs est François Thiébault-Sisson (1856-1944). En 1933, Albert Lévy et le rédacteur en chef Louis Chéronnet inaugurent une galerie d’art à Paris. En 1937, Albert Lévy cède à Charles Massin sa revue. Le siège déménage au 2 rue de l'Échelle. Le dernier numéro avant la guerre est illustré par Fernand Léger (n° 2, nouvelle série).
Une nouvelle série démarre en 1946 (l'actuelle, qui compte désormais plus de 500 numéros). La couverture du n° 6 est illustrée par Henri Matisse. En mai-juin 1958, le magazine fusionne avec Le Décor d'aujourd'hui. Durant les années 1960-1970, la direction est assurée par Jean Massin.
En 2008, les Éditions Massin, propriétaire du titre, le revendent à Hachette Filipacchi Médias.

## De nos jours

### Contenu et concept
Art et Décoration est un magazine populaire dans le domaine de la décoration,.
Le magazine sort à une cadence de neuf numéros par an et chaque numéro contient en moyenne 240 pages. En octobre 2014, l'éditeur a publié le 500e numéro, sur le thème de l'élégance française.

### Les chiffres clefs

#### Diffusion et audience
En moyenne, le magazine est diffusé à 241 818 exemplaires (2011).

Art et Décoration regroupe 3,215 millions de lecteurs LDP.

#### Structure du lectorat
La structure du lectorat est la suivante :
| 66 % de femmes |  |  | 17 % de 15-34 ans   |  |  | 63 % d’actifs       |  |  | 71 % de propriétaires       |
|                |  |  | 34 % de 35-49 ans   |  |  | 40 % d’urbains      |  |  | 73 % en maison individuelle |
|                |  |  | 49 % de 50 ans et + |  |  | 43 % de foyers CSP+ |  |  |                             |

#### Répartition des ventes
La répartition des ventes est la suivante :
64 % ventes kiosques

24 % abonnements

12 % autres (par tiers ou différée)

## Anciennes couvertures et affiches

Évolution du style des couvertures
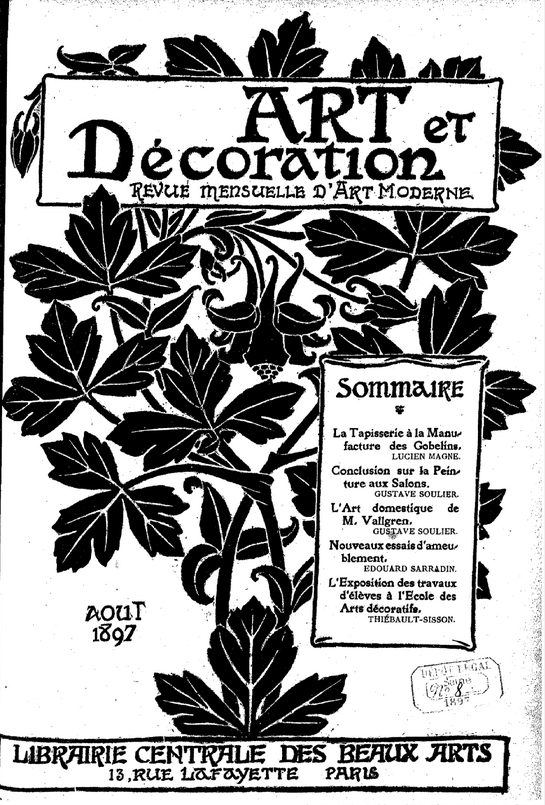
Août 1897.
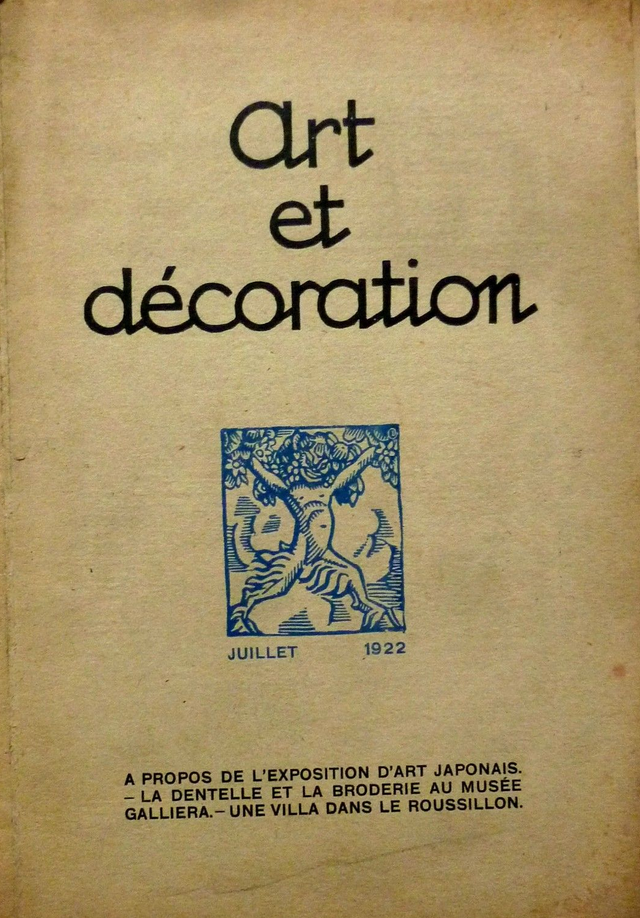
Juillet 1922.
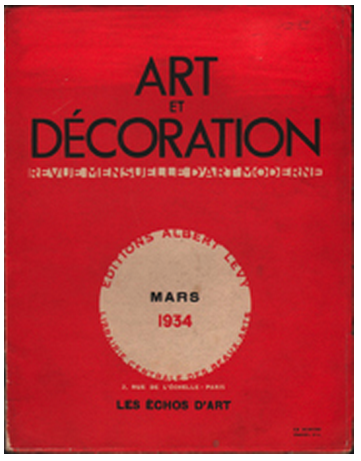
Mars 1934.

Affiches
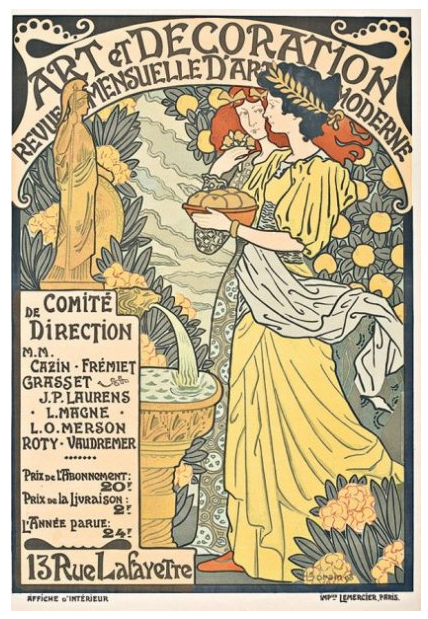
Affiche par Gustave Lorain (vers 1900).